# Arsenale Navale di Yokosuka
L'Arsenale Navale di Yokosuka (横須賀海軍工廠?, Yokosuka kaigun kōshō) è stato uno dei quattro cantieri navali principali posseduti e operati dalla Marina Imperiale Giapponese. Si trova a Yokosuka, prefettura di Kanagawa, nella baia di Tokyo, a sud di Yokohama.

## Storia

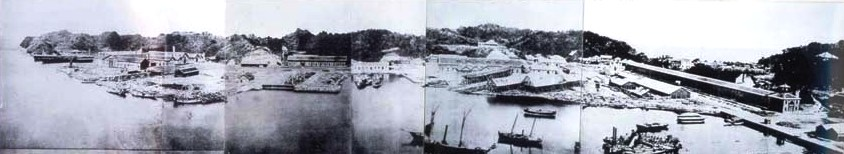
Costruzione dell'arsenale di Yokosuka, 1870 circa.

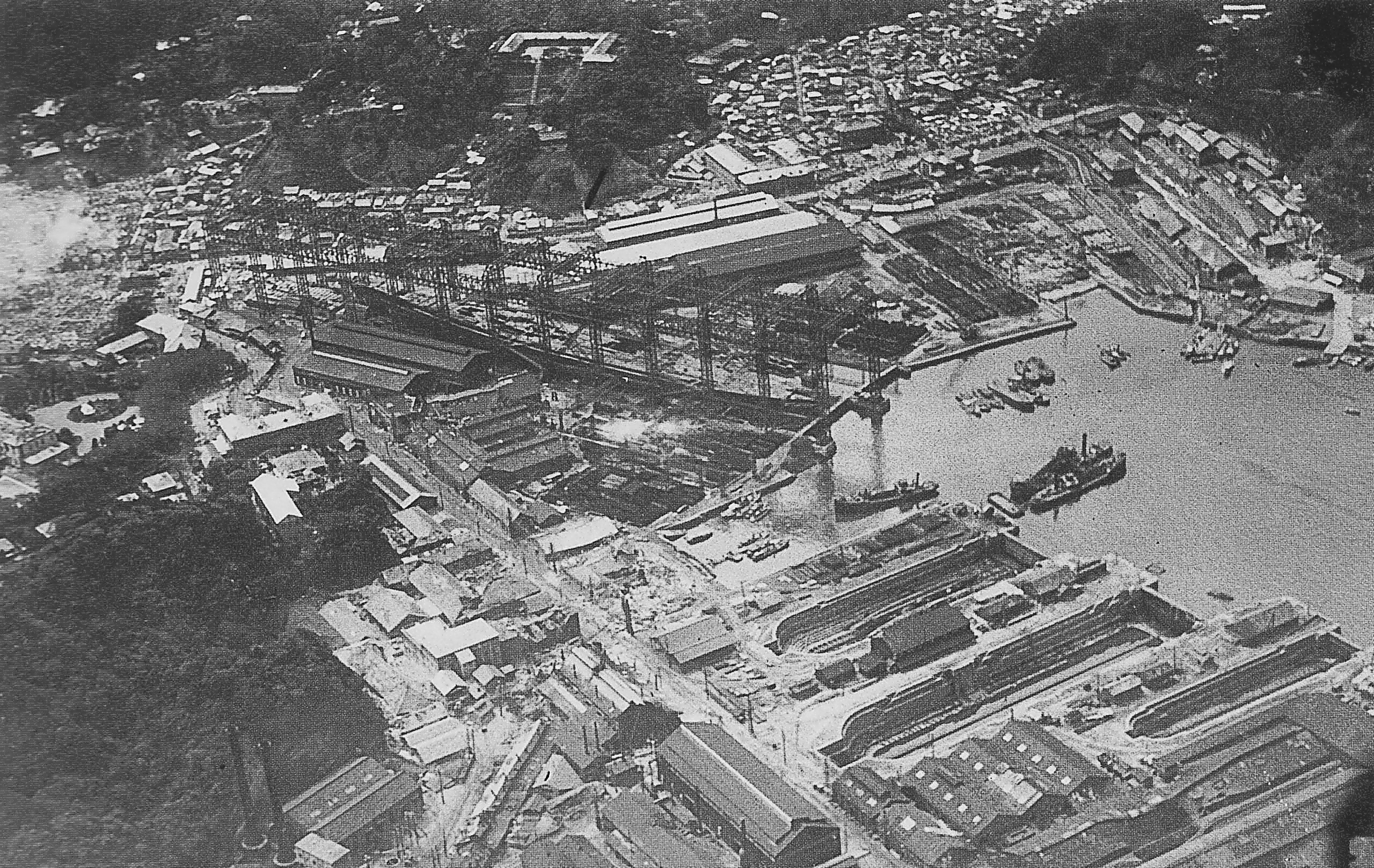
L'arsenale navale di Yokosuka subito dopo il grande terremoto del Kantō del 1923

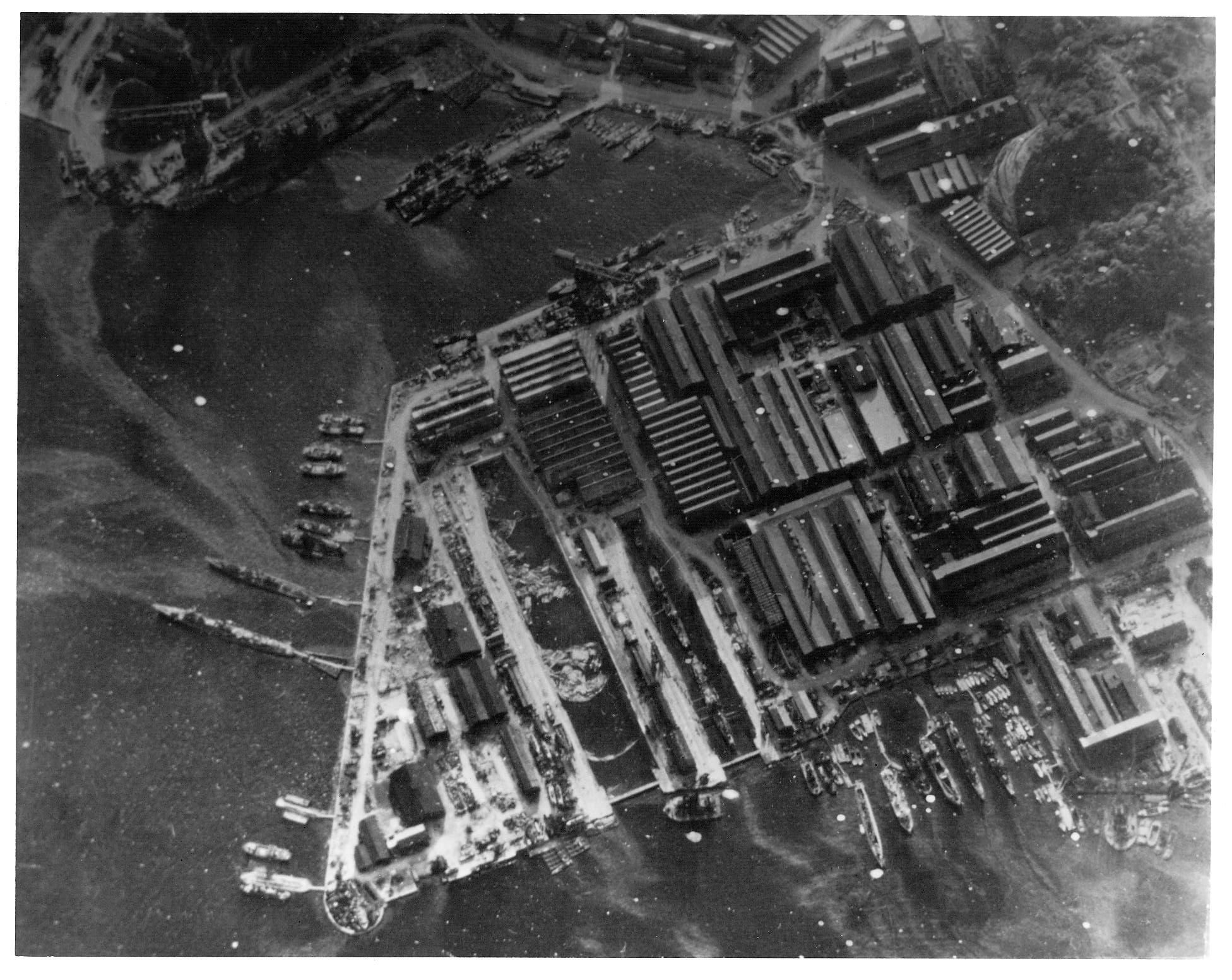
Base navale di Yokosuka il 18 luglio 1945

Nel 1866, il governo dello shogunato Tokugawa istituì lo Yokosuka Seisakusho, un arsenale militare e una base navale, con l'aiuto di ingegneri stranieri, tra cui l' architetto navale francese Léonce Verny. La nuova struttura era destinata a produrre navi da guerra moderne in stile occidentale e attrezzature per la marina di Tokugawa. La costruzione dell'arsenale fu un primo passo importante per la modernizzazione dell'industria giapponese. Furono costruiti edifici moderni, un acquedotto, una fonderia, fabbriche di mattoni e scuole tecniche per formare tecnici giapponesi.
Dopo la Guerra Boshin e la Restaurazione Meiji, il nuovo governo Meiji assunse il controllo della struttura nel 1871, ribattezzandola Yokosuka Zosenjo (Cantieri Navali di Yokosuka). Il primo bacino di carenaggio fu aperto nel 1871 ed è ancora operativo oggi. La prima nave da guerra giapponese di produzione nazionale, la Saiki, fu completata lo stesso anno.
Il distretto navale di Yokosuka fu istituito a Yokosuka, Kanagawa, nel 1884, come primo dei distretti navali responsabili della difesa delle isole giapponesi, e i cantieri navali di Yokosuka furono ribattezzati arsenale navale di Yokosuka nel 1903. Il Giappone aveva acquistato cinque sottomarini dall'American Electric Boat Company durante la guerra russo-giapponese del 1904-1905. Questi sottomarini Holland Tipo VII furono costruiti da Arthur Leopold Busch durante il suo viaggio in Giappone in quel periodo. Busch era un architetto e costruttore navale che rappresentava la neonata società Electric Boat Company, ora situata presso il cantiere navale di Quincy, Massachusetts, nota come Fore River Ship and Engine Company. Questi primi cinque sottomarini rappresentarono l'ingresso iniziale del Giappone (IJN) nel teatro della guerra subacquea, che iniziò quasi contemporaneamente allo scoppio della guerra. Un altro rappresentante della Electric Boat, Frank Cable, un elettricista che lavorava per la società di Isaac L. Rice, addestrò due equipaggi giapponesi all'uso di questo tipo di imbarcazione.
Arthur Busch fu anche l'uomo responsabile della costruzione del primo sottomarino della Marina degli Stati Uniti, circa cinque anni prima, per la Holland Torpedo Boat Company . Questa imbarcazione in particolare fu chiamata USS Holland (SS-1) e fu la prima imbarcazione di questo tipo commissionata dagli Stati Uniti. Altri due sottomarini progettati da Holland furono costruiti per il Giappone entro il 1906 "su contratto" e sotto "accordo" di licenza con la società di Holland nel 1905. Questi sottomarini pionieristici divennero progressivamente più grandi con il passare del tempo, raggiungendo il culmine (in termini di dimensioni) alla fine della Guerra Fredda. Nel 1909 fu varata la prima corazzata progettata e prodotta in Giappone, Satsuma.

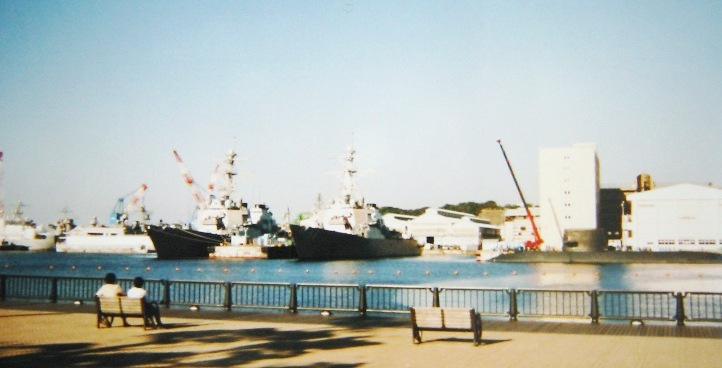
La base della Marina degli Stati Uniti presso l'ex arsenale navale di Yokosuka (2004)

Yokosuka divenne uno dei principali cantieri navali della Marina Imperiale Giapponese nel XX secolo, costruendo numerose corazzate come Yamashiro e portaerei come la Hiryū e la Shōkaku. Gli aerei militari venivano progettati presso il vicino arsenale aeronavale di Yokosuka .
Durante la guerra del Pacifico, l'arsenale navale di Yokosuka fu attaccato da un bombardiere durante il raid Doolittle del 18 aprile 1942 e da un'ingente forza di aerei da trasporto durante l'attacco a Yokosuka del 18 luglio 1945. Le strutture furono sequestrate dalle forze alleate alla fine della seconda guerra mondiale e il 15 ottobre 1945 l'arsenale navale di Yokosuka fu ufficialmente chiuso.
Dopo la seconda guerra mondiale, le strutture furono utilizzate dalla Marina degli Stati Uniti come Yokosuka Ship Repair Facility e la loro proprietà è ora sotto il controllo della US Fleet Activities Yokosuka .
Un maglio a vapore dell'ex arsenale navale di Yokosuka è esposto al Museo commemorativo Verny di Yokosuka.

## Esempi di navi costruite presso l'arsenale navale di Yokosuka

### Navi capitali

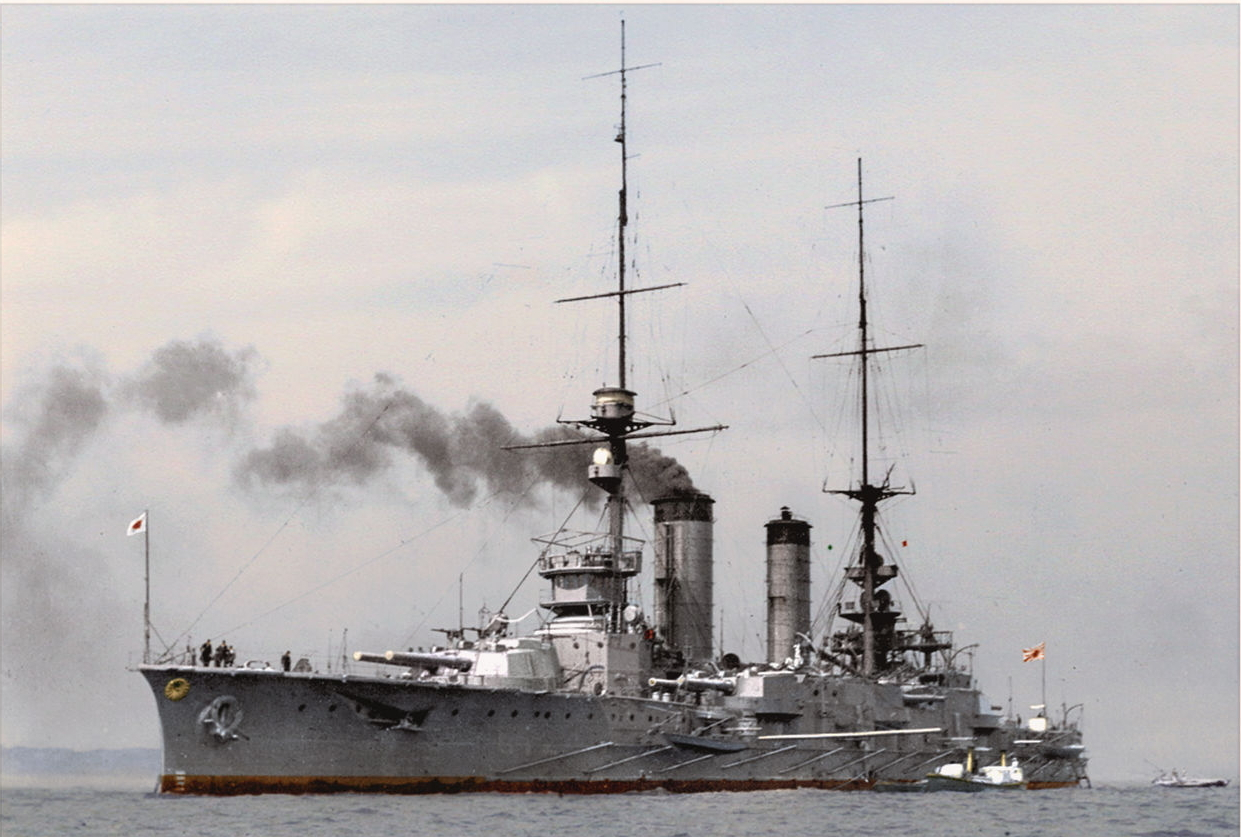
La Satsuma, la prima corazzata indigena giapponese

#### Corazzate
- Satsuma, semi-dreadnought di classe Satsuma
- Yamashiro, corazzata di classe Fuso
- Owari (non completata), corazzata di classe Kii
- Mutsu, corazzata di classe Nagato

### Incrociatori da battaglia
- Kurama, incrociatore corazzato di classe Ibuki
- Hiei, incrociatore da battaglia di classe Kongo
- Amagi (non completata), incrociatore da battaglia di classe Amagi

#### Portaerei
- Hiryu, portaerei di classe Sōryū
- Shokaku, portaerei di classe Shokaku
- Unryu, portaerei di classe Unryu
- Kaga, portaerei di classe Amagi (dopo la conversione)

#### Portaerei di supporto
Shinano, corazzata di classe Yamato, poi convertita in portaerei di supporto

### Navi più piccole

#### Incrociatori
- Myoko, incrociatore pesante di classe Myoko
- Takao, incrociatore pesante di classe Takao
- Suzuya, incrociatore pesante di classe Mogami
- Hashidate, incrociatore protetto di classe Matsushima
- Tenryu, incrociatore leggero di classe Tenryu
- Noshiro, incrociatore leggero di classe Agano

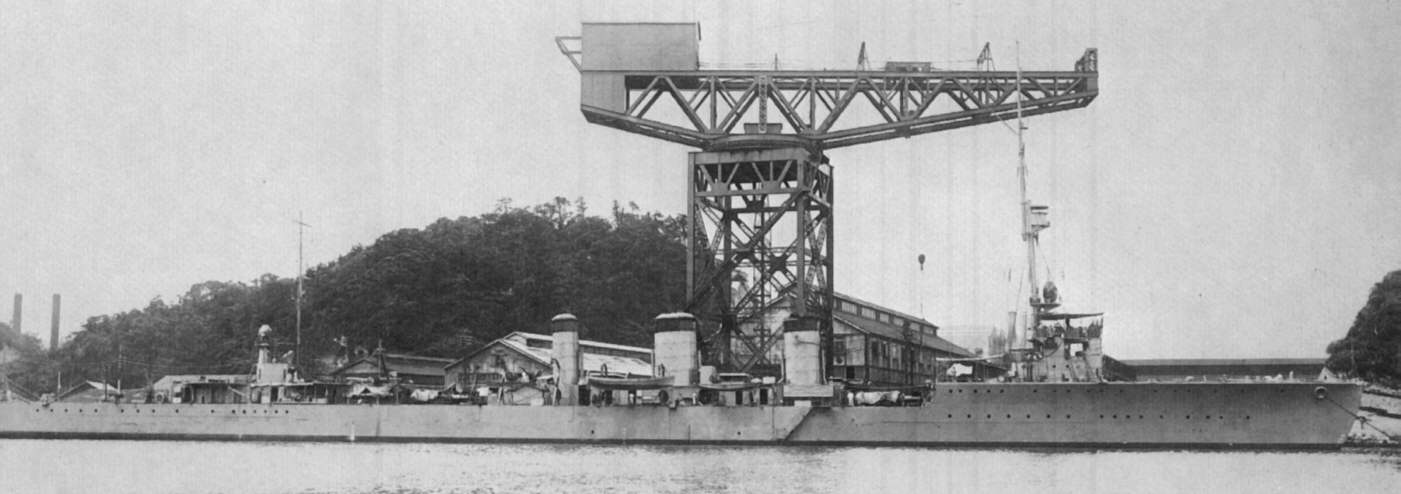
La Tenryū in costruzione presso l'arsenale navale di Yokosuka

#### Portaerei leggere
- Shoho, portaerei leggera di classe Zuiho
- Ryuho, convertita in portaerei

#### Cacciatorpedinieri
- Classe Harusame: 4 navi
- Classe Kamikaze: 8 navi
- Classe Matsu/Tachibana: 26 navi

#### Sommergibili
- Type B (Type B, B Kai-1,Kai-2): 9 navi
- Type D (Type D and D Kai): 6 navi
- Kaidai (Kaidai IIIa, IIIb, VII): 6 navi
- Kaichū (Kaichu III, IV): 5 navi